# 唐皎 (唐朝)
唐皎（?—?），字本明，唐朝官员，雍州长安县（今陕西省西安市）人。

## 生平
其先祖自北海迁移到关中。唐皎祖父北周内史唐瑾，伯父隋朝太子左庶子唐令则。父亲唐弘，字君裕，官至職方侍郎。唐皎与弟弟唐临都有良好的名声。唐皎在唐高祖武德初年为秦王府记室，跟随秦王李世民征讨，专掌书檄，被李世民亲待。贞观年间，担任吏部侍郎。之前，集选官员四季不限，随到补职，当时天下渐渐太平，选人稍稍众多，唐皎请以冬月初一时大集，至次年季春结束，后为定法。官至尚書左丞、益州长史，去世后，赠太常卿。

## 子孙
- 唐如珪，字令問，祕書郎
  - 唐成宗
- 唐如玉，字令德，河南府兵曹參軍
  - 唐倩
  - 唐偉
  - 唐偲
- 唐不占，字思義，金部員外郎
  - 唐籯金
  - 唐南金
  - 唐緘金
  - 唐渾金，隰州司戶參軍
- 唐不佞，字思直，考城令
  - 唐訓，字辭金，陽安尉
    - 唐國華
- 唐之武，字知言，懷集令
  - 唐惇
- 唐之奇，字知子，給事中
  - 唐系
  - 唐累
  - 唐繁
- 唐遺孝，字幼忠，汴州倉曹參軍